# Archidamos IV.
Archidamos IV. (altgriechisch Ἀρχίδαμος Archídamos) war ein König von Sparta aus der Dynastie der Eurypontiden im 3. Jahrhundert v. Chr. Er war ein Sohn des Königs Eudamidas I. und der Archidamia. Seine Geschwister waren Agesistrata und Agesilaos.
Wann Archidamos seinem Vater im Königsamt nachgefolgt war, ist unklar, da über die Könige Spartas zur hellenistischen Zeit nur wenig Quellenmaterial vorliegt. Archidamos selbst ist einzig durch die Konfrontation Spartas mit Demetrios Poliorketes im Jahr 295/4 v. Chr. bekannt, gegen den er bei Mantineia in einer Feldschlacht unterlag. Anschließend drang Demetrios bis nach Lakonien vor, wo er erneut die Spartaner schlug, von denen 200 getötet und 500 gefangen genommen wurden.
Das weitere Schicksal von Archidamos IV. wie auch sein Todesjahr sind unklar. Da er nie wieder erwähnt wurde, wird sein Tod bei Mantineia in Betracht gezogen, andererseits kann sein Überleben in der militärischen Niederlage zum Verlust allen Prestiges und damit zu einer politischen wie historischen Bedeutungslosigkeit geführt haben. Sein Sohn Eudamidas II. folgte ihm jedenfalls nach.